# Saint-Pal-de-Mons
Saint-Pal-de-Mons – miejscowość i gmina we Francji, w regionie Owernia-Rodan-Alpy, w departamencie Górna Loara.
Według danych na rok 1990 gminę zamieszkiwały 1542 osoby, a gęstość zaludnienia wynosiła 57 osób/km² (wśród 1310 gmin Owernii Saint-Pal-de-Mons plasuje się na 142. miejscu pod względem liczby ludności, natomiast pod względem powierzchni na miejscu 275.).